# Duva florida
Duva florida is een zachte koraalsoort uit de familie Nephtheidae. De koraalsoort komt uit het geslacht Duva. Duva florida werd in 1806 voor het eerst wetenschappelijk beschreven door Rathke. 